# Trikont-Verlag
Der Trikont-Verlag war eines der bekanntesten Publikationshäuser der Protest- und Alternativ-Bewegung in den 1960er und 1970er Jahren. Er wurde 1967 von zwei Mitgliedern des SDS, Herbert Röttgen – der später sein Autorenpseudonym Victor Trimondi als Namen annahm – und Gisela Erler, in Köln gegründet und kurz darauf nach München verlagert. 1969 stieß Achim Bergmann dazu.

## Verlagsgeschichte
Der Verlagsname bezog sich auf Trikont, einen Ersatzbegriff für die als diskriminierend beurteilten Bezeichnungen Dritte Welt und Entwicklungsländer, für die drei Kontinente Afrika, Asien und Lateinamerika, die in der damaligen radikalen Linken als Ausgangspunkt einer weltweiten revolutionären Befreiungsbewegung angesehen wurden. Dementsprechend publizierte der Verlag zunächst vor allem Schriften radikaler Bewegungen aus der Dritten Welt (Südamerika, Kuba, Afrika, Vietnam) und der amerikanischen Protest-Bewegungen (Black Panther Party), darunter eine deutsche Übersetzung des berühmten Bolivianischen Tagebuchs von Che Guevara. Weitere Autoren aus dieser Publikationsphase waren Fidel Castro, Ho Chi Minh, Régis Debray, Rudi Dutschke. Neben der eigenen Verlagsproduktion verbreitete Trikont Bücher, Zeitschriften, Plakate und Schallplatten aus der Volksrepublik China, unter anderem Worte des Vorsitzenden Mao Tsetung („Mao-Bibel“).
In den 1970er Jahren war Trikont das Publikationshaus, das die einschlägigen Schriften der so genannten Sponti-Bewegung veröffentlichte, jener radikalen, libertären, alternativen und außerparlamentarischen Opposition, zu der damals Joschka Fischer und Daniel Cohn-Bendit, beide Trikont-Autoren, zählten. Ab 1973 gab der Verlag die Theoriezeitschrift der Spontis heraus: Autonomie – Materialien gegen die Fabrikgesellschaft. Bereits 1972 war das Trikont-Platten-Label Unsere Stimme entstanden – mit der Veröffentlichung des Albums Wir befreien uns selbst der Münchner Sponti-Gruppe Arbeitersache, der die Mitglieder des Trikont-Verlagskollektivs angehörten. Aus dem Label entstand später der Trikont Musikverlag. Nach dem Vorbild von Lotta Continua, einer Organisation des italienischen Operaismus, sangen sie selbstkomponierte Kampflieder.
Seit 1974 publizierte der Verlag die Reihe Frauenoffensive, die von Frauen aus der Münchener Frauenbewegung herausgegeben wurde. In dieser Reihe erschienen Texte des deutschen, amerikanischen, englischen, italienischen und französischen Feminismus. Wenig später gründeten die Herausgeberinnen dieser Reihe unter dem gleichen Namen Frauenoffensive den ersten autonomen feministischen Verlag in der Bundesrepublik.
Ende der 1970er Jahre änderte der Trikont-Verlag sein Programm und publizierte Themen, die später unter dem Begriff New Age klassifiziert wurden. Um die neue Ausrichtung anzuzeigen, wurde der Verlag 1980 in Dianus-Trikont-Verlag umbenannt und vom Plattenlabel getrennt, das als Trikont – Unsere Stimme eine eigenständige Firma wurde, mit Achim Bergmann als einzigem Gesellschafter.
Aus dem Buchverlag schied Gisela Erler aus, Herbert Röttgen blieb und führte ihn zusammen mit der französischen Schriftstellerin Christiane Singer (Thurn-Valsassina) bis 1986 fort. Trikont – Unsere Stimme hat inzwischen rund 500 Alben verschiedenster Musikstile herausgebracht: von Liedermachern und Rockmusik über Punkrock, Swamp-Musik, Klezmer und weiteren Folklore-Adaptionen bis hin zu Kindermusik.
Im Juli 1986 meldete der Verlag Konkurs an. Die ehemalige Lektorin Christine Dombrowsky gründete 1991 aus der Konkursmasse das sog. „Archiv 451“. Der Name ist eine Anspielung auf den Truffaut-Film >Fahrenheit 451<. In dem Archiv sind nach eigenen Angaben durch systematische Ankäufe alle 254 Titel des Verlages inzwischen wieder vorhanden. Zusätzlich gibt es einen Fundus mit Plakaten, Zeitschriften und Grauem Material auch von anderen sozialen und antiautoritären Bewegungen aus München. Dembrowsky will den Verlag »...Trikont nicht zuerst als Esoterikverlag sehen ... sondern in der linken Münchner Tradition von Erich Mühsam und Ernst Toller >politisch, bissig, nachdenklich, intelligent und kompromisslos<« angesiedelt wissen.
Am 20. Juli 2010 verstarb Christine Dombrowsky im Alter von nur 59 Jahren. Kurz vor ihrem Tod übergab sie das Archiv noch an das "Archiv der Münchner Arbeiterbewegung".

## Der Fall Bommi Baumann
Wie viele der kleinen, linksorientierten Verlage dieser Zeit veröffentlichte der Trikont-Verlag Bücher, die den „bewaffneten Widerstand“ gegen Faschismus und Kolonialismus sowie die „revolutionäre Gewalt“ als Mittel radikaler Gesellschaftsveränderung reflektierten. Die Gewalt-Thematik wurde von Anfang an differenziert und kontrovers im Verlags-Team, später insbesondere in der Zeitschrift „Autonomie“, diskutiert. Wie bei vielen ihrer Verleger-Kollegen und Weggefährten führte die zunehmende Eskalation des RAF-Terrors bei Herbert Röttgen und Gisela Erler zu der Einsicht, „revolutionäre Gewalt“ als Mittel der Politik abzulehnen. Sie demonstrierten ihren Gesinnungswandel, indem sie unter anderem die Autobiographie Bommi Baumanns Wie alles anfing herausbrachten. Baumann, ein ehemaliges Mitglied der linken Terror-Gruppe Bewegung 2. Juni, plädierte mit überzeugenden Erfahrungsberichten für einen Ausstieg aus der bewaffneten Szene („Genossen, werft die Knarre weg!“). Viele Intellektuelle, darunter an exponierter Stelle Heinrich Böll, sahen in dem Buch den authentischsten Beitrag, um die Gewaltspirale zu stoppen.
Schon vor Erscheinen von Wie alles anfing erhielt Verleger Röttgen mehrere Morddrohungen aus dem RAF-Milieu. Er entschloss sich trotzdem zur Publikation. Paradoxerweise bewirkte die bayerische Staatsanwaltschaft ein Verbot des Buches. Die Verleger Röttgen und Erler wurden angeklagt, weil der Text angeblich zur Gewalt aufriefe, obgleich er gerade das Gegenteil tat. In den Räumen des Trikont-Verlages, in zahlreichen Buchhandlungen und privaten Wohnungen fanden Hausdurchsuchungen statt, um das Buch zu beschlagnahmen. Der vielbeachtete Prozess gegen die beiden Verleger erstreckte sich über drei Jahre und alle Instanzen. Er endete 1978 mit einem umfassenden Freispruch.
In der Zwischenzeit fand eine der spektakulärsten Kampagnen um ein verbotenes Buch seit 1945 statt. Herbert Röttgen hatte eine Reprint-Ausgabe von Wie alles anfing organisiert, die nicht vom Trikont-Verlag, sondern von mehr als 400 namhaften Personen, Verlagen, Buchhandlungen, Druckereien und Institutionen publiziert wurde, unter anderem von Jean-Paul Sartre, Peter Handke, Wolfgang Abendroth, Bernt Engelmann, Inge Feltrinelli, Helmut Gollwitzer, Jakob Moneta, Luise Rinser, Alice Schwarzer, Peter Weiss und Gerhard Zwerenz. Während des Gerichtsverbotes der Trikont-Ausgabe zwischen 1975 und 1978 war der Reprint im Buchhandel erhältlich und wurde zu einem Bestseller.
Mit den Baumann-Memoiren beginnt die nach-esoterische Phase des Verlages. Der Duisburger TRIKONT-Verleger Bernd Kalus produziert seitdem pop-theoretische, sozialhistorische und Theater-Literatur.

## Weitere Publikationen
Mit dem Trikont-Verlag schufen die Verleger Herbert Röttgen, Gisela Erler und das Verlags-Team einen Trendsetter der Protest- und Alternativ-Literatur: In ihm erschienen die frühesten deutschsprachigen Bücher und Übersetzungen zum Feminismus, zur Grey-Panther-Bewegung, zur Homosexuellen- und Männerbewegung, zu verschiedenen alternativen Lebensformen, zu unterdrückten Völkern, zur neuen Indianerbewegung, zum Regionalismus. Bekannte Autoren und Titel („revolutionäre Klassiker“ aus dieser Zeit) waren: Rudi Dutschke: Der Lange Marsch (1968); Daniel Cohn-Bendit: Der grosse Basar (1975); Rainer Langhans und Fritz Teufel: Klau mich (1977); Jerry Rubin: Do it (1976); Volker Elis Pilgrim: Manifest für den freien Mann (1977). „Einen besonderen Ruf hat sich Trikont mit profunden und schillernden Zusammenstellungen nachgerade obskurer Genres und wenig beachteter Gattungen gemacht“, schrieb Michael Scheiner in „Der neue Tag“ vom 27. September 2007.

## Ausstellungen
- Archiv 451. Trikont Verlag, Haus der Kunst, München, 2023[11]